# Họ người Hoa
Họ người Hoa được sử dụng bởi người Hoa và các dân tộc bị Hán hóa ở Trung Quốc Đại lục, Hồng Kông, Macau, Malaysia, Đài Loan, Triều Tiên, Singapore, Việt Nam và các cộng đồng Hoa kiều. Vào thời cổ xưa, hiện hữu hai dạng họ, gọi là Tính hay Tánh (tiếng Trung: 姓; bính âm: xìng) và Thị (tiếng Trung: 氏; bính âm: shì).
Gia đình người Hoa theo chế độ phụ hệ, nên họ cũng truyền từ cha sang con (trường hợp nhận con nuôi, người con đó thường cũng lấy họ người cha nuôi làm họ mình). Phụ nữ người Hoa không đổi họ mình sau khi kết hôn, ngoại trừ những nơi bị ảnh hưởng phương Tây ở mức độ cao như Hồng Kông. Theo truyền thống, hôn phối của người Hoa là hôn nhân dị tộc, cho nên, người vợ không cùng họ với nhà chồng.
Thành ngữ lão bá tánh / lão bách tính (老百姓; nghĩa đen "người trăm họ") và bá tánh / bách tính (百姓, nghĩa đen "trăm họ") được dùng để chỉ "thường dân", "nhân dân", hoặc "bình dân".

## Tộc họ và ảnh hưởng xã hội

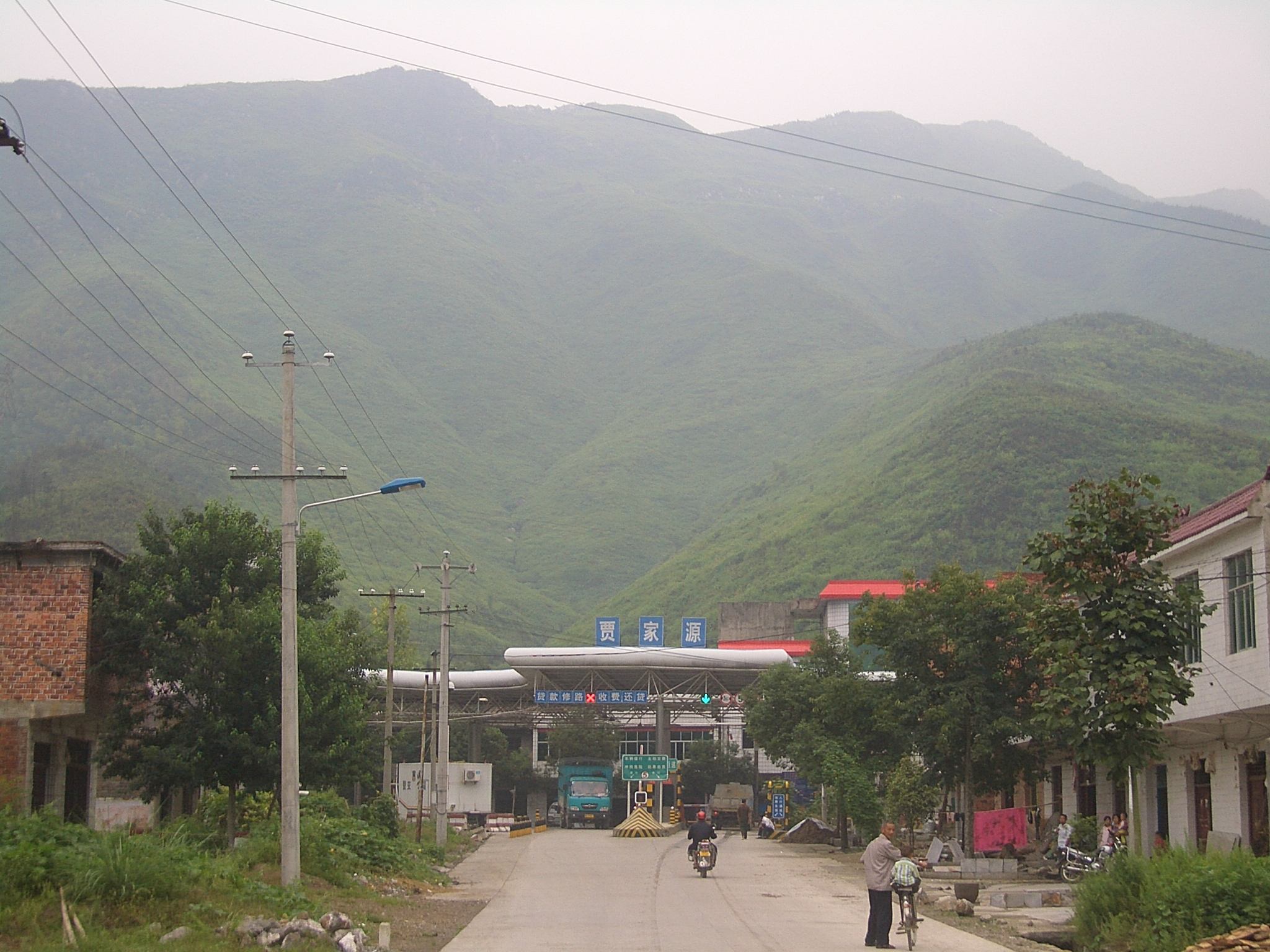
Nhiều tên làng ở Trung Quốc có liên hệ với họ người. Ảnh chụp tại Giả Gia Nguyên (賈家源), nghĩa là "ngọn nguồn nhà họ Giả", ở trấn Hồng Cảng, Thông Sơn, tỉnh Hồ Bắc

### Đài Loan

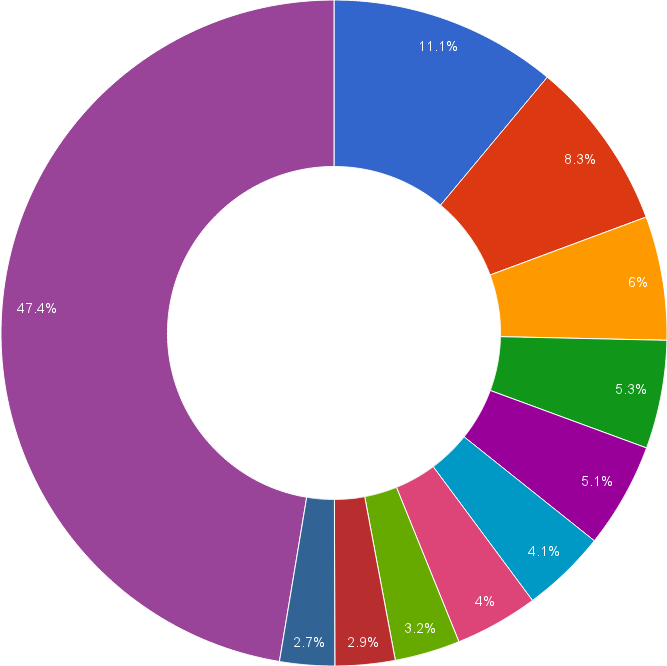
Tỉ lệ dân số các họ của người Đài Loan
陳 Trần (11.06%)
林 Lâm (8.28%)
黃 Hoàng/Huỳnh (6.01%)
張 Trương (5.26%)
李 Lý (5.11%)
王 Vương (4.12%)
吳 Ngô (4.04%)
劉 Lưu (3.17%)
蔡 Thái (2.91%)
楊 Dương (2.66%)
họ khác (47.4%)